# Chim cánh cụt Magellan
Chim cánh cụt Magellan (danh pháp hai phần: Spheniscus magellanicus) là một loài chim trong họ Spheniscidae. Chúng là loài chim cánh cụt sinh sản ở vùng ven biển Argentina, Chile và quần đảo Falkland, với một số di cư tới Brazil, nơi chúng đôi khi được bắt gặp xa đến phía bắc như Rio de Janeiro. Nó là loài có số lượng đông nhất của chim cánh cụt Spheniscus. Loài có mối quan hệ gần nhất với nó là chim cánh cụt Humboldt và chim cánh cụt Galápagos. Chúng có nguồn gốc từ eo biển Magellan trong khí hậu mát mẻ ở miền nam Chile, do đó nguồn gốc của tên gọi. 
Chim cánh cụt Magellan là loài chim cánh cụt có kích thước vừa, cao 61–76 cm (24-30) và cân nặng giữa 2.7 kg và 6,5 kg (5,9-14,3 lbs). 
Con trưởng thành có lưng màu đen và bụng màu trắng. Có hai dải màu đen giữa đầu và ngực, với dải dưới định hình cái móng ngựa ngược. Đầu là màu đen với một đường viền màu trắng rộng chạy từ phía sau mắt, xung quanh lông đen tai và cằm, và vào cổ họng. Con non có lưng màu xám xanh, với một màu xanh xám nhạt dần trên ngực. Chim cánh cụt Magellan có thể sống đến 25 năm trong tự nhiên, nhưng hơn 30 năm trong điều kiện nuôi nhốt.

## Hình ảnh

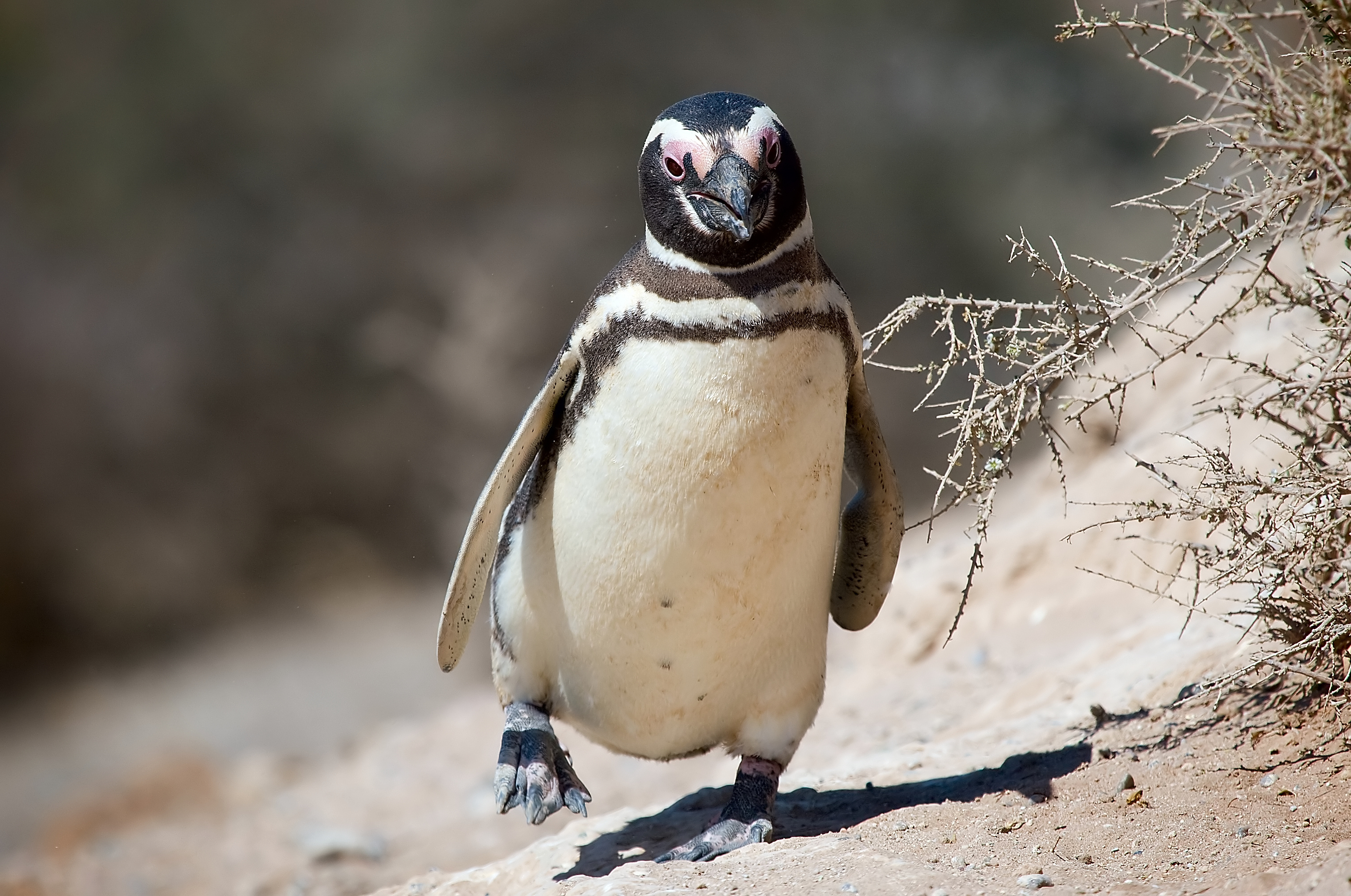
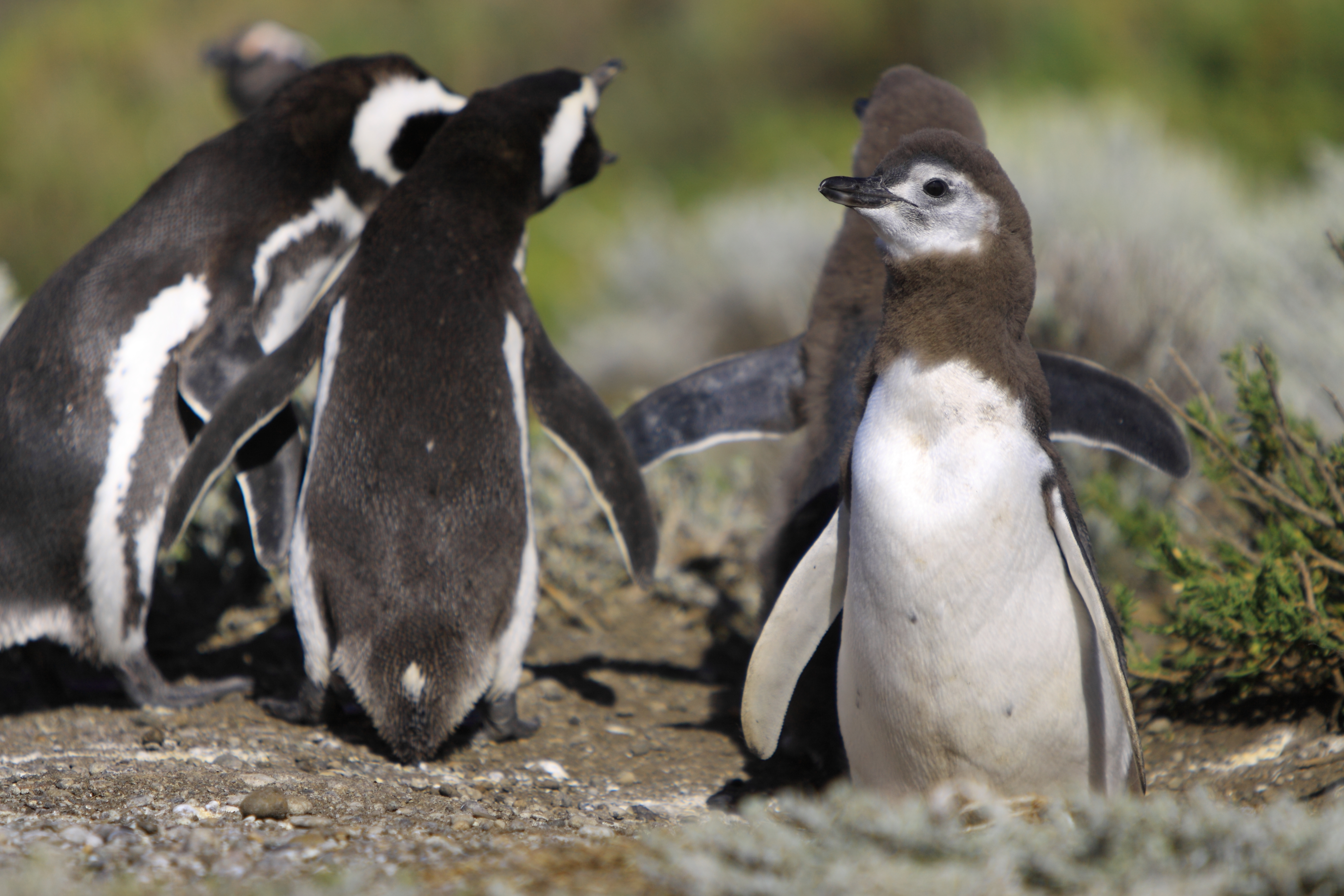
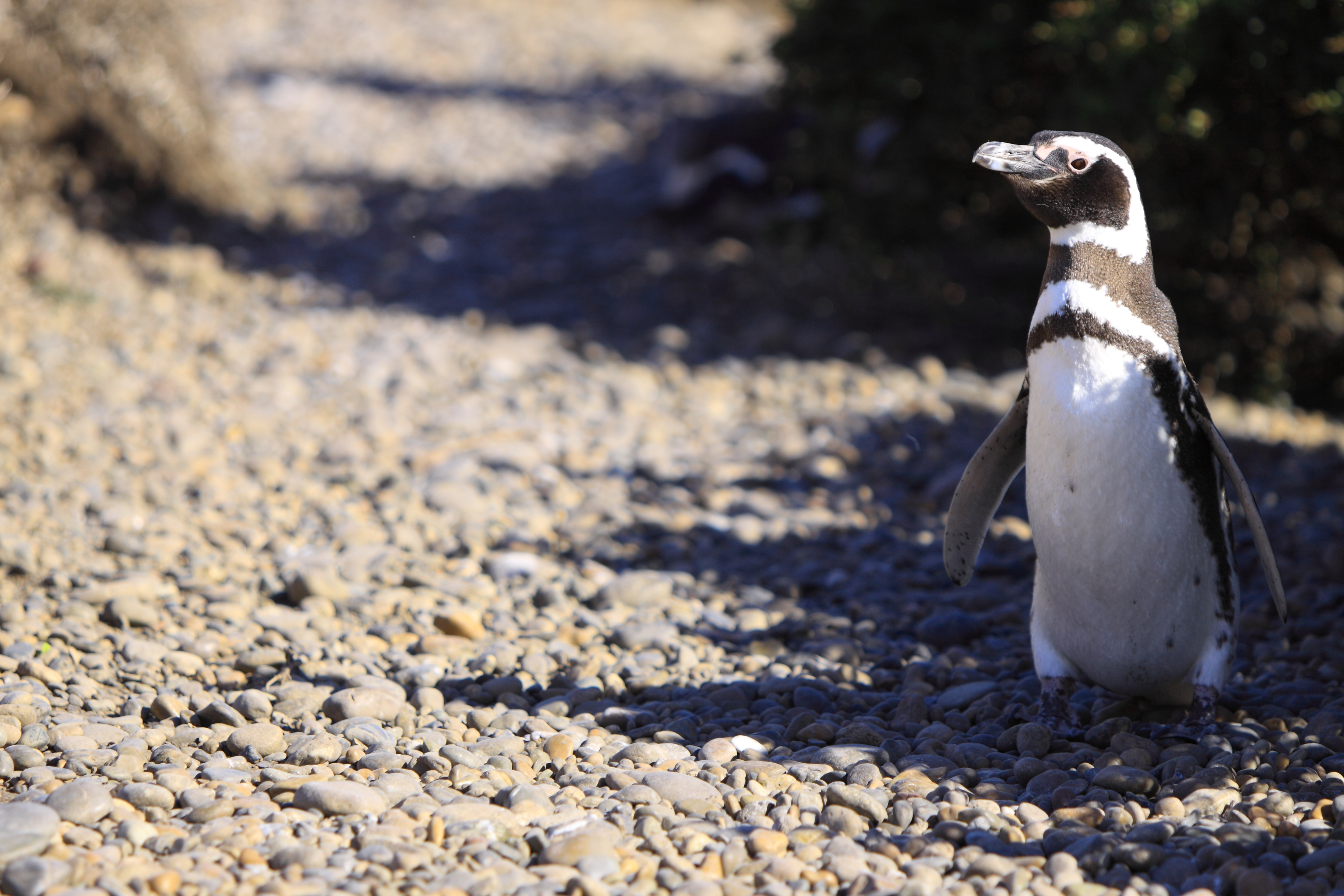